# Indianització del Sud-est asiàtic

Expansió de l'hinduisme al Sud-est asiàtic

La indianització del Sud-est asiàtic es remunta al segle i, quan la cultura índia començà a obrir-se camí cap a l'Àsia Sud-oriental; l'expansió de la cultura índia en aquestes àrees rebé el nom d'indianització. El terme l'encunyà l'arqueòleg francés George Coedes en la seua obra Histoire ancienne des états hindouisés d'Extrême-Orient. La definí com l'expansió d'una cultura organitzada emmarcada en els orígens indis de la reialesa, l'hinduisme, el budisme i el sànscrit. Un gran nombre d'estats estigueren sota la influència de la Indoesfera i esdevingueren una part de la Gran Índia. L'expansió cultural causà la sanscrització del Sud-est asiàtic, el sorgiment del món indi, la propagació de l'hinduisme en aquesta zona i la transmissió de ruta de la Seda del budisme. Els noms honorífics indis els adoptaren en els idiomes malai, tailandés, filipí i indonesi. La diàspora índia, tant antiga com actual, exerceix un paper clau continu a la zona en termes geopolítics, estratègics, comercials, de tradicions culturals i aspectes econòmics.

## Propagació de la indianització
Hi ha moltes teories diferents sobre com es va estendre la indianització al llarg del continent asiàtic i insular.

### Teoria dels comerciants vaïxyes
La primera d'aquestes teories es basa en la casta dels comerciants vaïxyes i el seu paper per portar les tradicions índies al Sud-est asiàtic amb el comerç. El Sud-est asiàtic era ric en recursos desitjats en el subcontinent indi, i l'or n'era el més important. Durant el segle iv, el subcontinent indi tenia una deficiència d'or a causa de l'extens control de les rutes comercials per terra per part de l'Imperi romà, i en aquest període és quan es veu la primera evidència del comerç indi al Sud-est asiàtic. Els comerciants vaïxyes havien recorregut al comerç marítim per adquirir or, i s'adreçaren al Sud-est asiàtic. La conclusió que la indianització només es difongué pel comerç és insuficient, perquè impregnà totes les classes socials del Sud-est asiàtic.

### Teoria dels guerrers kshatriya
Una altra teoria afirma que la indianització s'estengué per la classe de guerrers kxatriyes. Aquesta hipòtesi explica la formació de l'estat al Sud-est asiàtic, ja que aquests guerrers hi arriben amb la intenció de conquistar els pobles locals i establir el seu poder polític a la zona. Aquesta teoria, però, no ha atret massa interés dels historiadors, ja que hi ha molt poca evidència textual que la recolze.

### Teoria dels bramans
La teoria més acceptada per a la propagació de la indianització del Sud-est asiàtic és per la classe dels erudits bramans. Aquests utilitzaren les rutes marítimes establertes pels comerciants vaïxyes i hi dugueren moltes tradicions religioses i filosòfiques hindús per difondre-les a les classes d'elit del Sud-est asiàtic. Una vegada aquestes tradicions s'adopten per les classes altes, es difonen en totes les classes més baixes, i això explica la indianització de totes les classes socials del Sud-est asiàtic. Els bramans, però, tingueren influència més enllà de la religió i la filosofia, i aviat el Sud-est asiàtic adopta molts codis de dret i arquitectura amb influència índia.
Una combinació de les tres teories pot explicar la indianització del Sud-est asiàtic. Hi havia una extensa xarxa de comerç marítim, que permetia als comerciants extraure or i espècies del Sud-est asiàtic. Una vegada establertes aquestes xarxes s'aplana el camí perquè noves classes de guerrers exercisquen la destresa militar en àrees selectes del Sud-est asiàtic. I aquestes extenses xarxes comercials també permeten l'arribada d'erudits bramans, que impressionen moltes elits del Sud-est asiàtic amb els seus coneixements de lleis, arts i filosofia. Així, pels erudits bramans, moltes pràctiques índies i hindús es propaguen per totes les classes socials del Sud-est asiàtic.

## Literatura
Els escrits en sànscrit descoberts durant els primers segles de la nostra era són les primeres formes d'escriptura conegudes que s'han estés fins al Sud-est asiàtic. El seu impacte a poc a poc dominà la zona, des de Bangladesh a Cambodja, Malàisia i Tailàndia i, també, algunes de les illes més grans d'Indonèsia. Els alfabets dels idiomes birmà, tailandès, laosià i khmer són variacions formades a partir d'ideals indis.
La utilització del sànscrit hi prevalgué en tots els aspectes de la vida. La terminologia sànscrita i la llengua vernacla apareixen en els tribunals antics per establir procediments estructurats per models indis, com un sistema compost per un codi de lleis. El concepte de legislació dels codis legals i les organitzacions, en particular la idea del «Déu rei» foren acceptats per molts governants del Sud-est asiàtic. Per exemple, la dinastia Lin-I de Vietnam acceptà el sànscrit i dedicà santuaris a la divinitat índia Xiva. Molts governants fins i tot es veieren a si mateixos com «reencarnacions o descendents» dels déus hindús. Però quan el budisme començà a entrar en aquesta zona aquesta visió fou eventualment alterada.

## Religió
Els efectes de l'hinduisme i el budisme tingueren un impacte enorme en les moltes civilitzacions que habitaven el Sud-est asiàtic, i això proporcionà una certa estructura a les tradicions escrites. Un factor essencial per a la difusió i adaptació d'aquestes religions s'origina a partir dels sistemes comercials dels s. III i IV. Per difondre el missatge d'aquestes religions, els monjos budistes i els sacerdots hindús s'aplegaren amb les classes mercantils en la cerca de compartir-ne les creences religioses i culturals. Al llarg del delta del Mekong, es poden observar evidències de models religiosos indianitzats en comunitats etiquetades com a funan. Allí es troben els primers registres gravats en una roca a Vocanh, arxius budistes i una escriptura del sud de l'Índia escrites en sànscrit que daten de mitjan segle iii. La religió índia fou profundament absorbida per les cultures locals que feren les seues pròpies variacions distintives d'aquestes estructures.

### Mandala
El mandala és un símbol religiós que representa l'univers i també està involucrat en el sistema polític del Sud-est asiàtic. Es considera que el centre del mandala conté el poder, que es propaga cap a l'exterior. Això reflecteix la forma del sistema polític del Sud-est asiàtic, amb un poderós centre administratiu.

## Sistema de castes
El sistema de castes divideix els hindús en grups jeràrquics basats en el treball (karma) i el deure (dharma). Havent nascut en un grup, un no pot moure's en diferents nivells. Les castes inferiors mai poden escalar cap a les més altes, i això limita el progrés de l'economia. El sistema divideix els hindús en quatre categories: bramans, kxatriye, vaïxyes i xudres. Els bramans ensenyen i eduquen, com a sacerdots i mestres, els kxatriyes mantenen la llei i l'ordre. Els vaïxyes són negociants, llauradors i comerciants. Els xudres són la resta de treballadors qualificats i no qualificats.
Els bramans de la cultura índia difongueren la seua religió al Sud-est asiàtic. Aquests bramans hi introduïren el sistema de castes; fins i tot, encara més estricte a Java, Bali, Madura i Sumatra. També provocaren la promoció d'estats centrals altament organitzats.

## Historiografia del Sud-est asiàtic
La història del Sud-est asiàtic s'escrigué principalment des de la perspectiva de les civilitzacions externes que van influir a la zona. La interpretació predominant promoguda per les diferències ontològiques, sobretot per les històries dicotòmiques d'Europa i l'Àsia precolonial, foren que el despotisme, l'obscurantisme, la igualtat servil de les societats asiàtiques juntament amb la innovació que esdevingué presa de la tirania, havien convertit la història en cíclica i immòbil.
La creença que el Sud-est asiàtic mai havia engendrat la seua pròpia civilització es basava en la tremenda evidència de la influència religiosa i arquitectònica de l'Índia al Sud-est asiàtic; es percebia que la indianització es produïa més a causa de les iniciatives índies que a les iniciatives indígenes de la zona.

### Desenvolupament del sistema de castes
Una altra de les principals preocupacions de la indianització fou la comprensió i el desenvolupament dels sistemes de castes. Es debatia si els sistemes de castes es veien o no com un procés d'elit o simplement com el procés de replega de la cultura índia i anomenar-la pròpia en cada regió. Això havia demostrat que els països del Sud-est asiàtic eren civilitzats i capaços de generar els seus interessos. Per exemple, el sistema de castes de Cambodja es basa en els individus de la societat. A l'Índia, però, el sistema de castes es basava en la classe a què es pertanyia per naixement. Per l'evidència del sistema de castes al Sud-est asiàtic, es mostra que aplicaven la cultura índia a la seua, també coneguda o vista com a indianització.

## Declivi de la indianització

### Ascens de l'Islam
El control islàmic s'hi donà a mitjan segle xiii per véncer els regnes hinduistes. En el procés de l'islamisme en els regnes de l'hinduisme tradicional, el comerç es practicava molt i els indis ara islàmics esdevingueren comerciants en tot el Sud-est asiàtic. Aquest anomenat control islàmic s'ha estés a molts centres comercials del Sud-est asiàtic, inclòs un dels centres més dominants, Malaca i, per tant, ha emfasitzat un augment generalitzat de la islamització.

## Distinció del colonialisme
L'acadèmic Amitav Acharya argumenta que «la indianització és diferent del colonialisme tradicional» a causa del fet que «no implica que uns estranys entren i s'apoderen d'una terra desconeguda». La influència índia de les rutes comercials i l'ús de l'idioma impregnà lentament el Sud-est asiàtic. Les interaccions entre l'Índia i el Sud-est asiàtic es caracteritzaren per onades d'influència i domini. Abans del sorgiment de la indianització, la influència de la cultura índia i la introducció de l'Islam, la història del Sud-est asiàtic no estava documentada. L'inici de la indianització marca l'inici de l'organització cultural i l'auge dels regnes monàrquics a la zona.